# 튀니지 축구 연맹
튀니지 축구 연맹(아랍어: الجامعة التونسية لكرة القدم, 프랑스어: Fédération Tunisienne de Football)은 튀니지의 축구를 관리하는 기관으로 1957년에 설립되었으며 1960년에 FIFA의 회원국이 되었으며 같은 해에 CAF 협회의 회원국이 되었으며 축구 리그, 튀니지 리그 프로페시오넬 1, 튀니지 축구 국가대표팀, 튀니지 여자 축구 국가대표팀을 조직하고 있으며 튀니스를 연고로 하고 있다.

## 역사
공식적인 선수권 대회의 첫 번째 규정이 채택된 것은 1909년 11월 9일 스포츠 사회가 모인 임시 위원회에서 열린 회의에서였다. 튀니지 선수권 대회가 정기적으로 '명예 디비전 챔피언십'이라는 이름으로 조직된 것은 1921-1922 시즌부터였다. 튀니지 컵은 1년 후부터 시작된다.
1956년 독립이 선언되자마자 튀니지 축구 지도자들은 튀니지 축구 리그(프랑스 축구 연맹의 분파)를 대체할 국가 기구를 만들기 위해 필요한 조치를 취했다.
이러한 조치들은 1957년 3월 29일에 승인된 튀니지 축구 연맹의 창설로 이어진다. 공익 사업으로 인정받은 FTF는 이후 축구 진흥과 국가 경쟁 및 국제 대회에서 튀니지를 대표하는 다양한 팀들의 운영이라는 이중적인 임무에 투자해 왔다.

## 같이 보기
- 아프리카 축구 연맹
- 북아프리카 축구 연맹
- 아랍 축구 연맹
- 튀니지 축구 국가대표팀
- 튀니지 여자 축구 국가대표팀